# Aneta Konieczna
Aneta Konieczna (n. 11 mai 1978, Krosno Odrzańskie, Voievodatul Lubusz, Polonia) este o caiacistă ce a reprezentat Polonia, medaliată olimpică. A participat la 5 ediții ale Jocurilor Olimpice (1996, 2000, 2004, 2008, 2012) în care a câștigat o medalie de argint.